# Saud Habib
Saud Habib (in arabo سعود حبيب‎?; Kuwait City, 4 gennaio 1979) è un tiratore a volo kuwaitiano, che ha rappresentato il Kuwait ai Giochi olimpici di Rio de Janeiro 2016 sotto bandiera olimpica.